# ریوهی اوشیما
ریوهی اوشیما (انگلیسی: Ryuhei Ueshima; ۲۰ ژانویهٔ ۱۹۶۱ – ۱۱ مهٔ ۲۰۲۲) کمدین، بازیگر اهل ژاپن بود.